# 志村亜貴子
志村 亜貴子（しむら あきこ、1982年11月9日 - ）は、日本の女子野球選手（投手・外野手）、女子野球日本代表選手、野球指導者。

## 来歴
北海道広尾町出身。野球少年であった次兄の影響を受け、小学4年から野球を始めたが次兄は急逝。兄が達し得なかった野球選手への夢を亜貴子が引き継いだ。男子に混じり小学時代はスポーツ少年団で、中学時代は部活で野球を続けたが、この時期になると男女の体格差もあり、北海道広尾高校時代は野球を離れて陸上競技のやり投に専念した。北海道浅井学園大学に進学すると軟式野球チームに所属した。全日本チームへの意識が昂じ、硬式野球を始め札幌ホーネッツの立ち上げに参画した。全日本選手のセレクションに挑戦すること4度目にして全日本メンバー入りを果たした。
2008年に札幌ホーネッツから強豪相手が犇めく関東のアサヒトラストに移籍した。荒川区公立中学の非常勤講師兼野球部監督を行う傍ら、アサヒトラストの主将として活躍。2020年創設から2023年まで埼玉西武ライオンズ・レディースに所属。また2023年からタイケン学園グループの高校（ヘッドコーチ）、大学・専門学校（監督）の指導者となる。2024年に創設した茨城ゴールデンゴールズ女子チームに所属する。
代表選手歴・指導歴
2006年に台北で開催されたIBAF女子ワールドカップに出場し準優勝。2008年の第3回IBAF女子ワールドカップではレギュラーとして日本チームの初優勝に貢献。2010年の第4回IBAF女子ワールドカップでは日本の二連覇に大きく貢献し、自らもベストナインに輝いた。2014年の第6回IBAF女子ワールドカップでは主将として、日本チーム四連覇に導き自らもベストナインに輝いた。代表指導歴は2018年のワールドカップ、2019年のアジアカップでコーチに就いた。

## 人物
愛称は「ケンさん」で、同姓のお笑いタレント志村けんに肖ったもの。

## 参考
- 侍ジャパン-女子代表 志村亜貴子
- （公財）荒川区芸術文化振興財団 - No.200 志村 亜貴子（しむら　あきこ)
- 北海道新聞 現代かわら版 - ８月に女子硬式野球Ｗ杯　「ジャパン」目指し4人闘志 (2008/03/08) - ウェイバックマシン（2009年9月20日アーカイブ分）